# Charlotte Ramel
Charlotte Ramel född 4 augusti 1959, är en svensk illustratör. Hon har studerat konstvetenskap vid Uppsala universitet samt vid reklamlinjen på Anders Beckmans skola. 

## Priser och utmärkelser
- 1989 – Utmärkt Svensk Form för Tårtboken
- 2007 – Elsa Beskow-plaketten[4]
- 2012 – BMF-Barnboksplaketten för Det är en gris på dagis